# Église Notre-Dame d'Aulnay
L'église Notre-Dame d'Aulnay (Salles-lès-Aulnay) est une église située à Aulnay, dans le département français de la Charente-Maritime en région Nouvelle-Aquitaine.

## Historique
L'église est classée au titre des monuments historiques par arrêté de 1913.

## Galerie

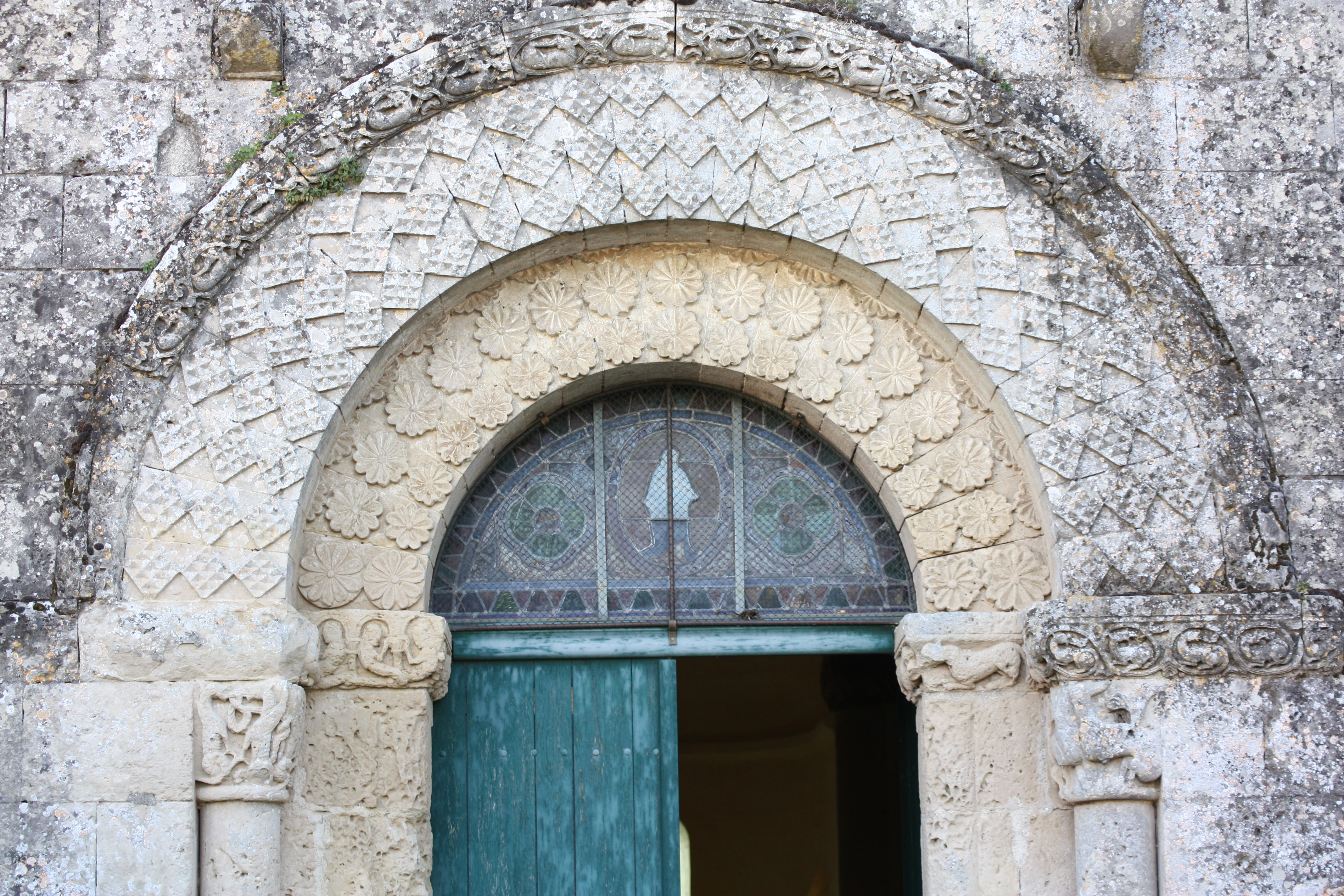
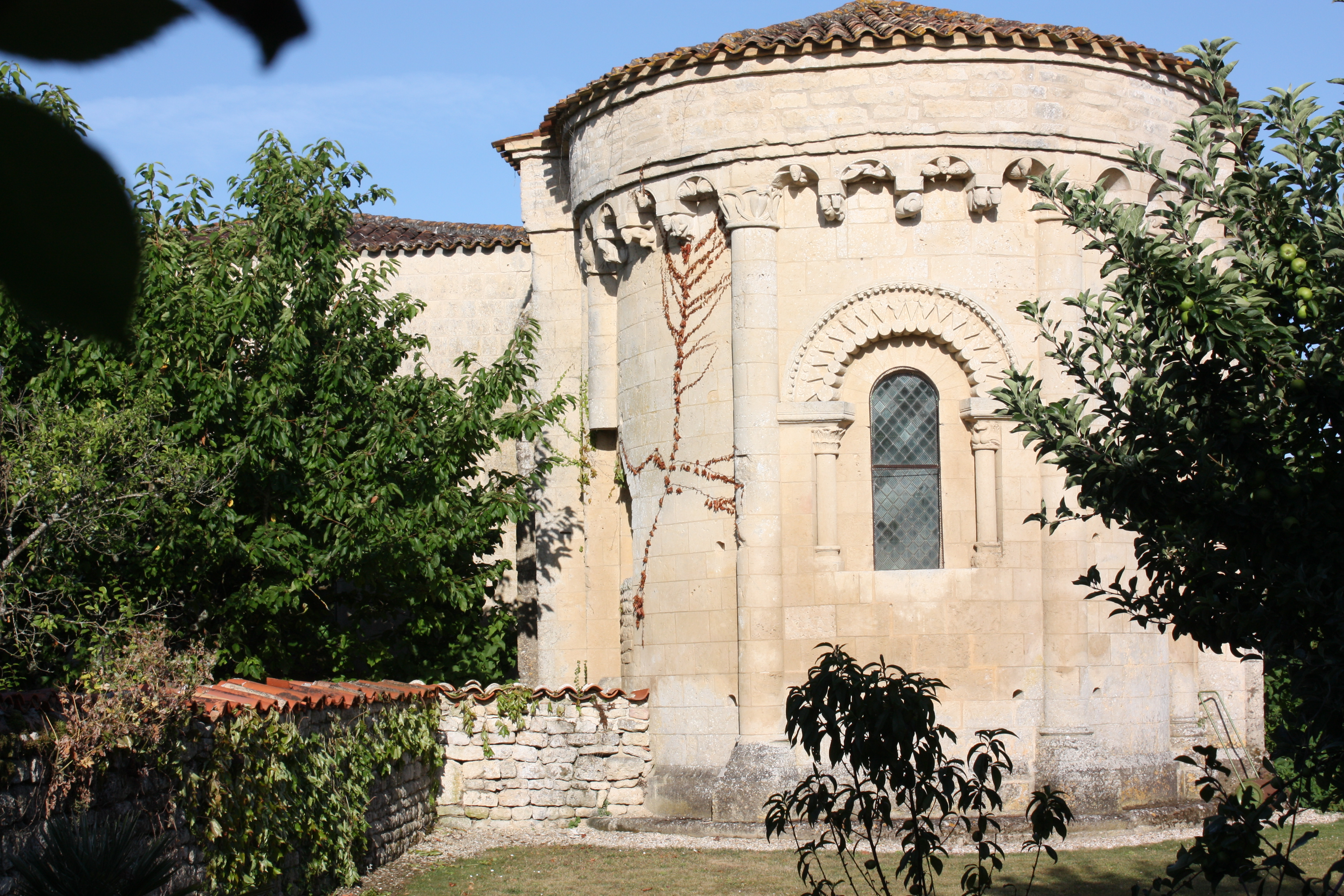
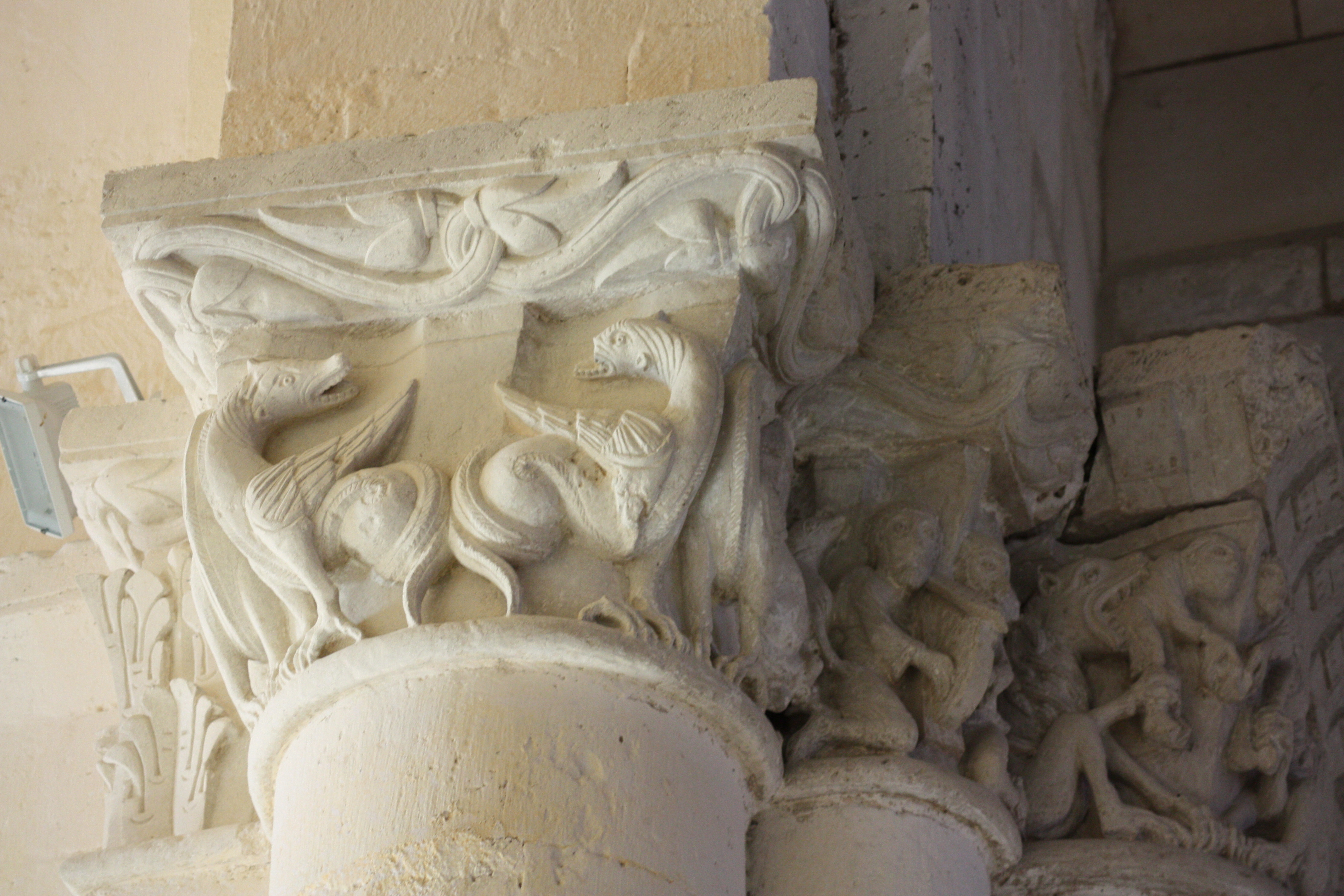
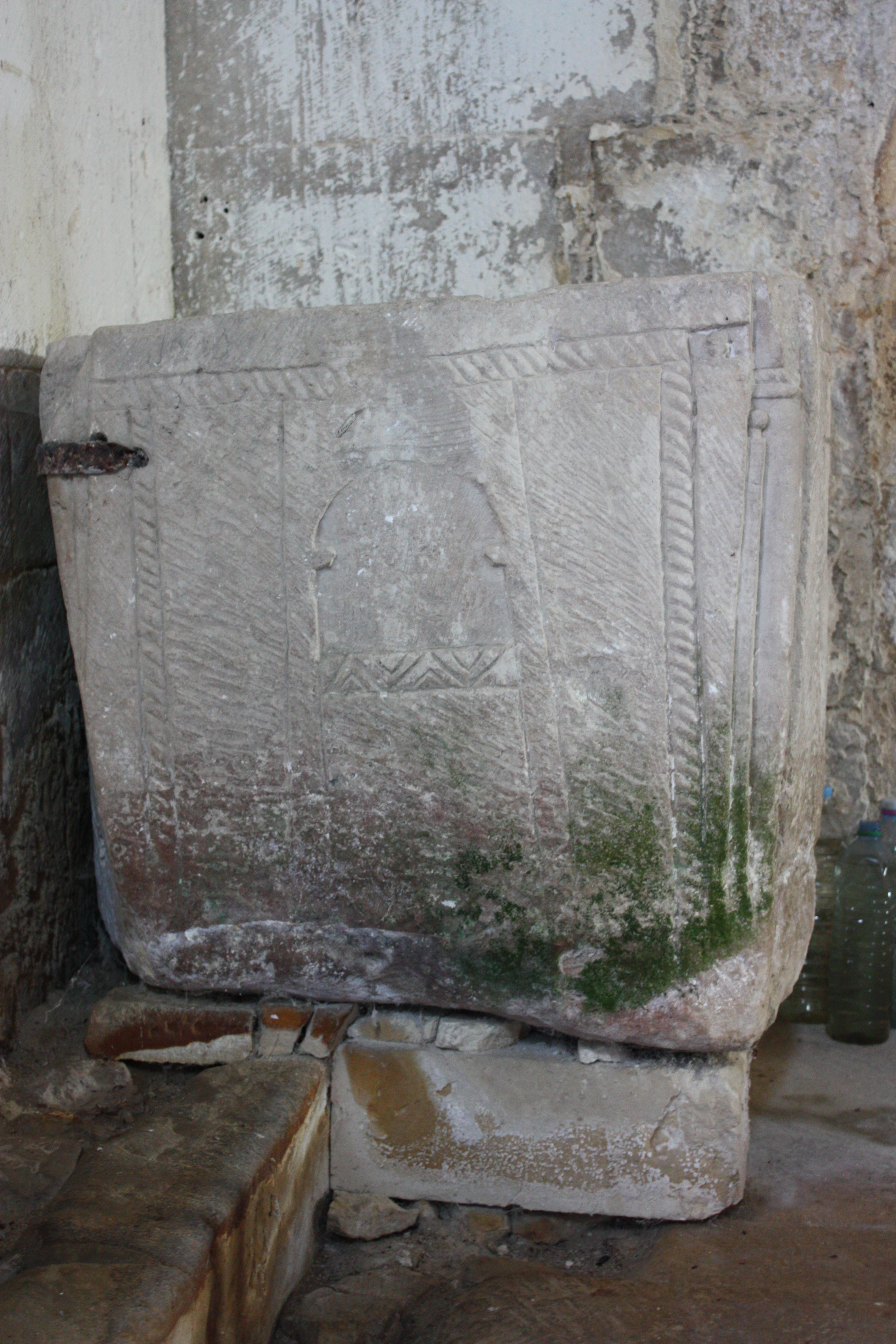